# Acton Round
Acton Round – wieś w Anglii, w hrabstwie Shropshire. Leży 24 km na południowy wschód od miasta Shrewsbury i 202 km na północny zachód od Londynu.